# Cooper T23
Chronologie des modèles (1953 - 1956)
Cooper T20 Cooper Special
La Cooper T23 est une monoplace de Formule 1 ayant couru neuf Grands Prix entre 1953 et 1956. Seul Stirling Moss a utilisé un moteur Alta, les autres préférant un moteur Bristol.

## Historique
La Cooper T23 a disputé 9 Grands Prix entre 1953 et 1956. John Barber est le premier à la piloter, pour le compte de Cooper Car Company, au Grand Prix automobile d'Argentine 1953. Qualifié en seizième position, il termine huitième.
Bob Gerard, à titre privé, est le dernier pilote à utiliser la monoplace, lors du Grand Prix automobile de Grande-Bretagne 1956. Qualifie à la vingt-deuxième place, il finit onzième. 
Ken Wharton, engagé à titre privé, obtient le meilleur résultat au volant de cette voiture en se classant septième du Grand Prix automobile de Suisse 1953 où il s'est qualifié à la neuvième place.